# Perissandria acuta
Perissandria acuta là một loài bướm đêm trong họ Noctuidae.